# 김시영 (1971년)
김시영(본명: 김영석, 1971년 5월 2일 ~ )은 대한민국의 가수, 작사가, 뮤지컬 배우이다.

## 생애
부산 출생이며 신장은 185cm이고 체중은 78kg인 그는 1994년 김영석 본명으로써 언더그라운드 라이브 클럽에서 록 음악 가수로 첫 데뷔하였고 이듬해 1995년 김시영 예명으로 솔로 1집 음반을 발표하였으며 1년 후 1996년 김시영 예명으로 뮤지컬 배우 데뷔하였고 이듬해 1997년 MBC 문화방송 드라마 《예스터데이》로 텔레비전 연기자 데뷔하였으며 이후 계속 뮤지컬 배우 활동하다가 2001년 김시영 예명으로 희극배우 박명수와 더불어 프로젝트 록 음악 보컬 그룹 "언밸런스"의 보컬리스트로 활동하였고 2004년 김시영 예명으로 공정환과 더불어 프로젝트 보컬 음악 듀오 "올드보이"의 보컬리스트로 활동하였고 2010년 금은동 예명으로써 솔로 록 트로트 가수 활동을 재시도하여 싱글 음반을 발표하였다.
2011년 11월 이후로는 김시영 예명으로 가수 겸 뮤지컬 배우 활동을 계속하고 있다.

## 학력
- 1997년 경원대학교 법학과(90학번. 3년간 휴학.) 학사

## 출연작

### 뮤지컬
- 《웨스트 사이드 스토리》
- 《사운드 오브 뮤직》
- 《로키 호러 쇼》

### 텔레비전 드라마
- 1997년 MBC 드라마 《예스터데이》
- 1998년 MBC 시트콤 《남자 셋 여자 셋》